# Nachal Bat Ševa
Nachal Bat Ševa (hebrejsky: נחל בת שבע) je krátké vádí v jižním Izraeli, v pohoří Harej Ejlat.
Začíná v nadmořské výšce cca 600 metrů na východních svazích hory Har Šlomo, cca 6 kilometrů severozápadně od města Ejlat. Směřuje pak k severovýchodu rychle se zahlubujícím skalnatým kaňonem. Ústí zprava do vádí Nachal Netafim na západním úbočí hory Har Jedidja.